# NKp46
NKp46 (NK-Zell-Protein mit 46 Kilodalton, Gen: NCR1) ist ein Rezeptorprotein, das in der Zellmembran von natürlichen Killerzellen (NK-Zellen) in allen höheren Säugetieren lokalisiert ist. NKp46 trägt zur Fähigkeit der Killerzellen bei, Freund von Feind(-Zelle) zu unterscheiden und entsprechend die Aktivität der Killerzelle zu bremsen oder hochzufahren.

## Physiologie
NK-Zellen erkennen mit diesem Rezeptor verschiedene Zielzellen, werden aktiviert und zerstören diese Zielzellen. Hierdurch werden Tumorzellen und mit Bakterien oder Viren befallene Zellen eliminiert.

## Molekulare Struktur
Strukturell besteht das Protein aus zwei C2-Typ-Immunglobulin ähnlichen Domänen mit einem strukturvariablen Verbindungsstück, eine Transmembranregion mit charakteristischen positiv und negativ geladenen Aminosäuren und eine kleine intrazelluläre Domäne. Es finden sich drei Glycosylierungsstellen.

## Zielstrukturen
Diese sind i.W. nicht bekannt, diskutiert sind Heparansulfat-Proteoglykane der Zelloberfläche und extrazellulär zugängliches Vimentin, strukturell nicht charakterisiert aber sicherlich ubiquitär vorkommend zellmembranexprimierte Zielstrukturen. Darüber hinaus werden – über die Glycosylierung – Neuraminsäure erkennende virale Moleküle, zum Beispiel Influenza-Hämagglutinine und Sialidasen, gebunden.

## Zielstrukturen exprimierende Zellen
Erkannt werden Tumorzellen (zum Beispiel Myelomzellen) und mit intrazellulären Erregern (zum Beispiel Mykobakterien/Tuberkulose, Salmonellen, Trypanosomen) sowie einigen Viren (zum Beispiel Influenza, Sendai, Vaccinia) infizierte Zellen.

## Signaltransduktion
Mit der Transmembranregion bindet NKp46 (über Salzbrücken) an zwei Moleküle, das CD3ζ und den sog. Fcγ-Rezeptor; beide verfügen intrazellulär über ein sog. ITAM Motiv, welches zur Aktivierung der kleinen Tyrosinkinase syk führt.

## Exprimierende Zellen
Nahezu ausschließlich NK-Zellen, und zwar in allen Differenzierungsstufen. Beschrieben ist eine atypische T-ALL-Zelllinie (NKT-ähnlich/NT-ähnlich), welche in klinischen Studien geprüft wird.

## Funktionsdefekte
Eine reduzierte Membranexpression der drei NCR sehen wir in der chronischen Hepatitis C und der chronischen HIV-Infektion.